# محافظة الصحراء الجنوبية
محافظة الصحراء الجنوبية، محافظة مصرية سابقة كانت تقع في جنوب غرب مصر، وعاصمتها كانت مدينة الخارجة.

## تاريخ
محافظة الصحراء الجنوبية كانت تتبع مصلحة الحدود، وهي منطقة إدارية عسكرية تنظم الإدارة المحلية بالمناطق الحدودية. أنشئت المحافظة عام 1917 ضمن المصلحة.

## التقسيم الإداري
قُسمت المحافظة إدارياً بتاريخ 21 يناير 1917 إلى:
- مركز الواحات الخارجة، وعاصمته الخارجة.
- مركز الواحات الداخلة، وعاصمته موط.[2]

## الإلغاء
أعاد الرئيس الأسبق جمال عبد الناصر تنظيم قوانين الإدارة المحلية، وعليه أصدر القانون رقم 124 لسنة 1960 بمُسمى قانون نظام الإدارة المحلية، والذي عُدل بالقانون رقم 151 لسنة 1961 والقانون رقم 54 لسنة 1963؛ لتعدل مسميات الوحدات الإدارية لمحافظات بدلاً من مديريات وتعديل حدود بعض المحافظات وإلغاء أخرى، وكان من نصيب محافظة الصحراء الجنوبية إلغائها وتوزيع مراكزها على محافظة الوادي الجديد والتي استحدثت عام 1961  وضم إليها واحة الفرافرة كمركز جديد منفصل عن مركز سيوة الذي أصبح تابعاً لمحافظة مطروح، والذي كان تابعاً لمحافظة الصحراء الغربية.